# 439-я гвардейская реактивная артиллерийская бригада
439-я гвардейская реактивная артиллерийская Перекопская орденов Суворова и Кутузова бригада (сокр. 439 реабр, в/ч 48315) — тактическое соединение Сухопутных войск Российской Федерации. Бригада дислоцируется в г. Знаменск Астраханской области.
Соединение находится в составе Южного военного округа.

## История
Предшественником бригады является 30-я гвардейская миномётная Перекопская ордена Кутузова бригада, которая входила в состав 4-й гвардейской миномётной Сивашской ордена Александра Невского дивизии, созданная в годы Великой Отечественной войны в 1943 году.
439-я гв. реабр унаследовала от 30-й гв. минбр почётное наименование, гвардейский статус, исторический формуляр и боевую славу. Бригада была вооружена ракетными системами залпового огня БМ-13. Формирование дивизии шло с 5 по 23 декабря 1942 года в г. Москва, а 30-я гв. минбр вошла в состав дивизии в 8.1943 года. Боевой путь проходил по Украине, Крыму, Запорожью. Гвардейцы участвовали в штурме Берлина и освобождении Праги. За годы войны 1044 гвардейца были награждены орденами и медалями.
4-я гвардейская миномётная дивизия, куда входила 30-я гв. минбр (8.1943 по 5.1945), находилась в составе действующей армии: с 10 января 1943 года по 29 мая 1943 года, с 3 октября 1943 года по 31 мая 1944 года и с 17 декабря 1944 года по 9 мая 1945 года. В 1945 году, наряду с остальными миномётными дивизиями, 4-я гв. минд была расформирована.
В 1973 году 30-я гв. минбр развёрнута в 110-ю гвардейскую артиллерийскую дивизию СКВО с дислокацией в г. Буйнакск.
В 1993 году 110-я гв. ад переформирована в 439-ю гвардейскую реактивную артиллерийскую бригаду.
С октября 1999 по март 2003 года артиллеристы участвовали в контртеррористической операции в Дагестане и Чечне. 150 военнослужащих бригады удостоились наград.

## Описание
На вооружении бригады стоят 300-мм РСЗО 9К515 «Торнадо-C».

## Состав

### 1989 год
Состав 110-й гвардейской артиллерийской дивизии СКВО:
- управление (Буйнакск)
- 825-й гаубичный артиллерийский полк (Буйнакск) (48 Д-30)
- 888-й тяжёлый гаубичный артиллерийский полк (Буйнакск) (48 Д-20)
- 913-й пушечный артиллерийский полк (Буйнакск) (48 2А36)
- 928-й гвардейский реактивный артиллерийский Перекопский ордена Кутуова полк (Буйнакск) (48 Ураган)
- 712-й противотанковый артиллерийский полк (свёрнут) (Буйнакск)
- 262-я тяжёлая гаубичная ариллерийская бригада (свёрнута) (Буйнакск)